# Прилеп
При́леп (макед. Прилеп, серб. Прилеп / Prilep, болг. Прилеп, тур. Pirlepe, греч. Πριλέπια) — город на юге Северной Македонии. Четвёртый по численности населения город Северной Македонии. 
Расположен в северной части Пелагонийской равнины, в 128 км от столицы Скопье, у подножия крепости легендарного сербского королевича Марко. 

## История

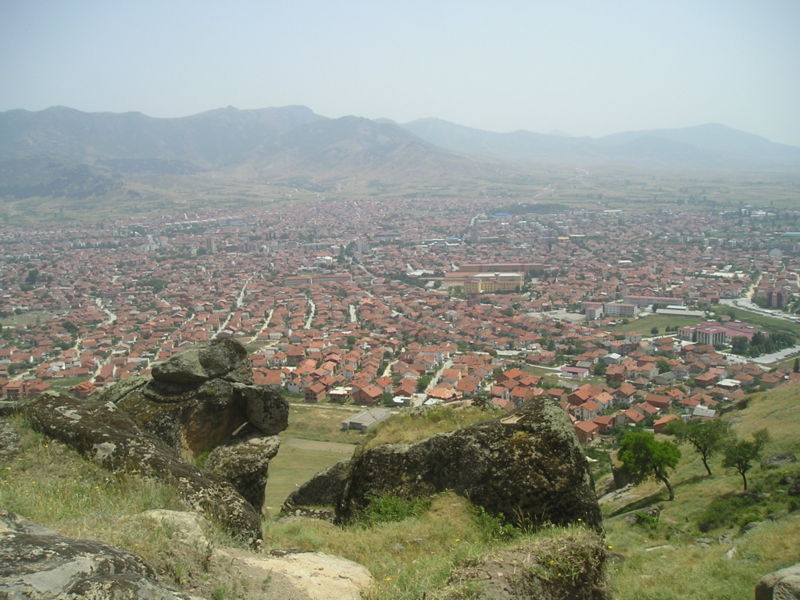
Вид города

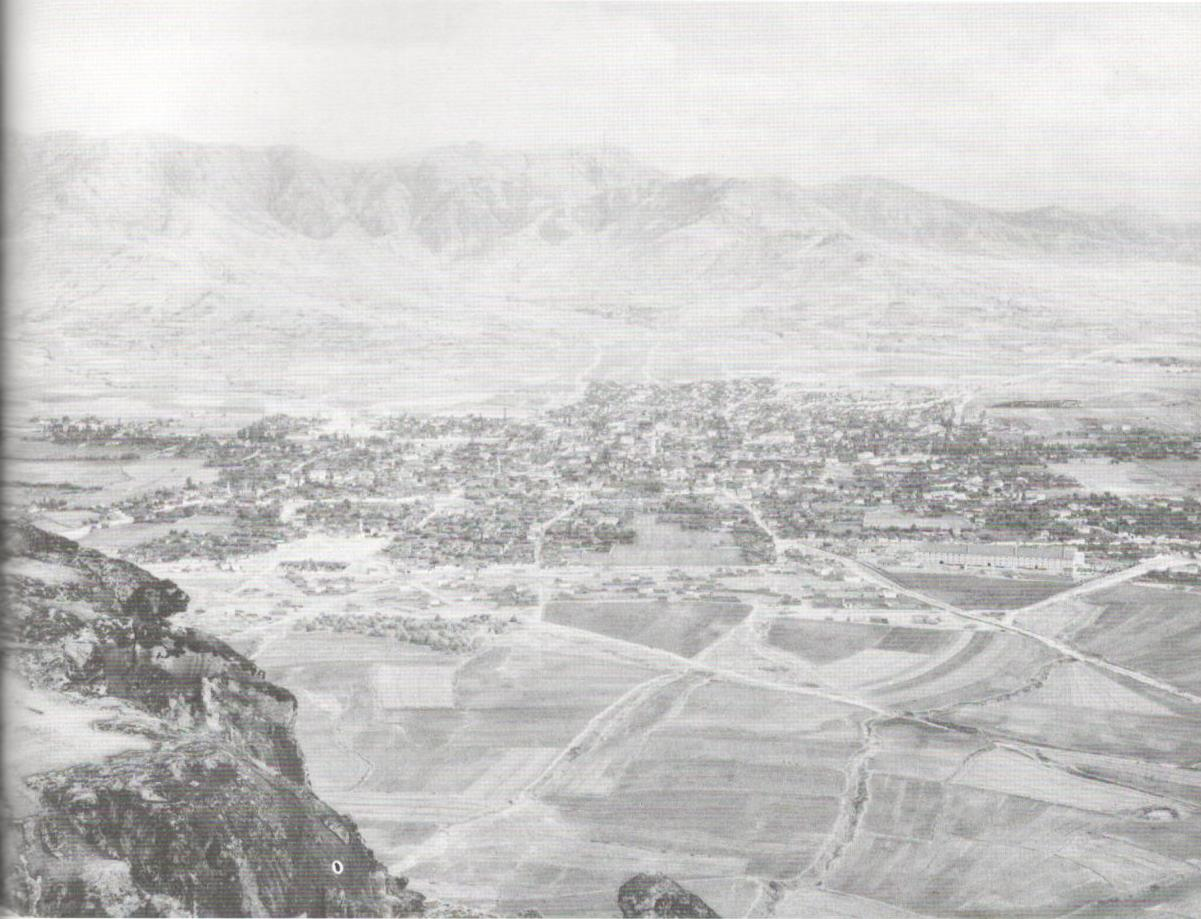
Панорамный вид Прилепе в 1930 году

Прилеп был основан на руинах древнеримского города Стиберры. Несмотря на опустошение готами в 268 году, Стиберра оставалась частично заселённой. Под именем Прилеп этот город был впервые упомянут в 1014 году как место, где болгарский царь Самуил умер от разрыва сердца при виде того, как византийцы ослепляют тысячи его солдат, попавших в плен после битвы при Беласице. Город попал под византийскую власть.
В этой области Пелагонии пересекались очень важные торговые пути в направлении Эгейского и Адриатического моря.
Позже город был завоёван Вторым Болгарским царством и Сербией.
В конце XIII или в начале XIV века на склоне горы Златовырв был построен монастырь Трескавец. 
После распада Сербского царства в 1371 году город стал столицей Прилепского королевства, но в XIV веке город был захвачен османами под предводительством Эвреноса. Под контролем Османской империи находился на протяжении шести веков.
Город был одним из центров Илинденского восстания 1903 года, среди лидеров повстанцев были уроженцы Прилепа и окрестностей (Пере Тошев, Джорче Петров, Петре Ацев и другие).
Во время Первой Балканской войны в начале ноября 1912 года турецкие войска в этом районе были разбиты и город вошёл в состав королевства Сербии.
После первой мировой войны город являлся административным центром сельскохозяйственного района в королевстве Югославия. В 1924 году здесь была открыта экспериментальная сельскохозяйственная станция, на основе которой в 1936 году был создан Институт табака.
В ходе немецкого вторжения в Югославию вечером 8 апреля 1941 года город заняли наступавшие немецкие войска.
3 ноября 1944 года подразделения НОАЮ выбили из города немецкие войска (погибшие в сражении партизаны были похоронены в братской могиле на южной окраине города, в 1961 году на этом месте был создан мемориал - «Могила непобеждённых»).
После окончания войны в 1945 году началось восстановление города, в дальнейшем здесь началось развитие промышленности. Так, в 1952 году здесь начал работу завод "11 Oktomvri - Eurokompozit". В 1973 году население города составляло 51 тыс. человек, здесь действовали НИИ табаководства, станкостроительный завод, завод электроизоляционных материалов, а также предприятия торговли, табачной, кожевенной и мукомольной промышленности.
После раскола Югославии отошёл к Республике Македонии.

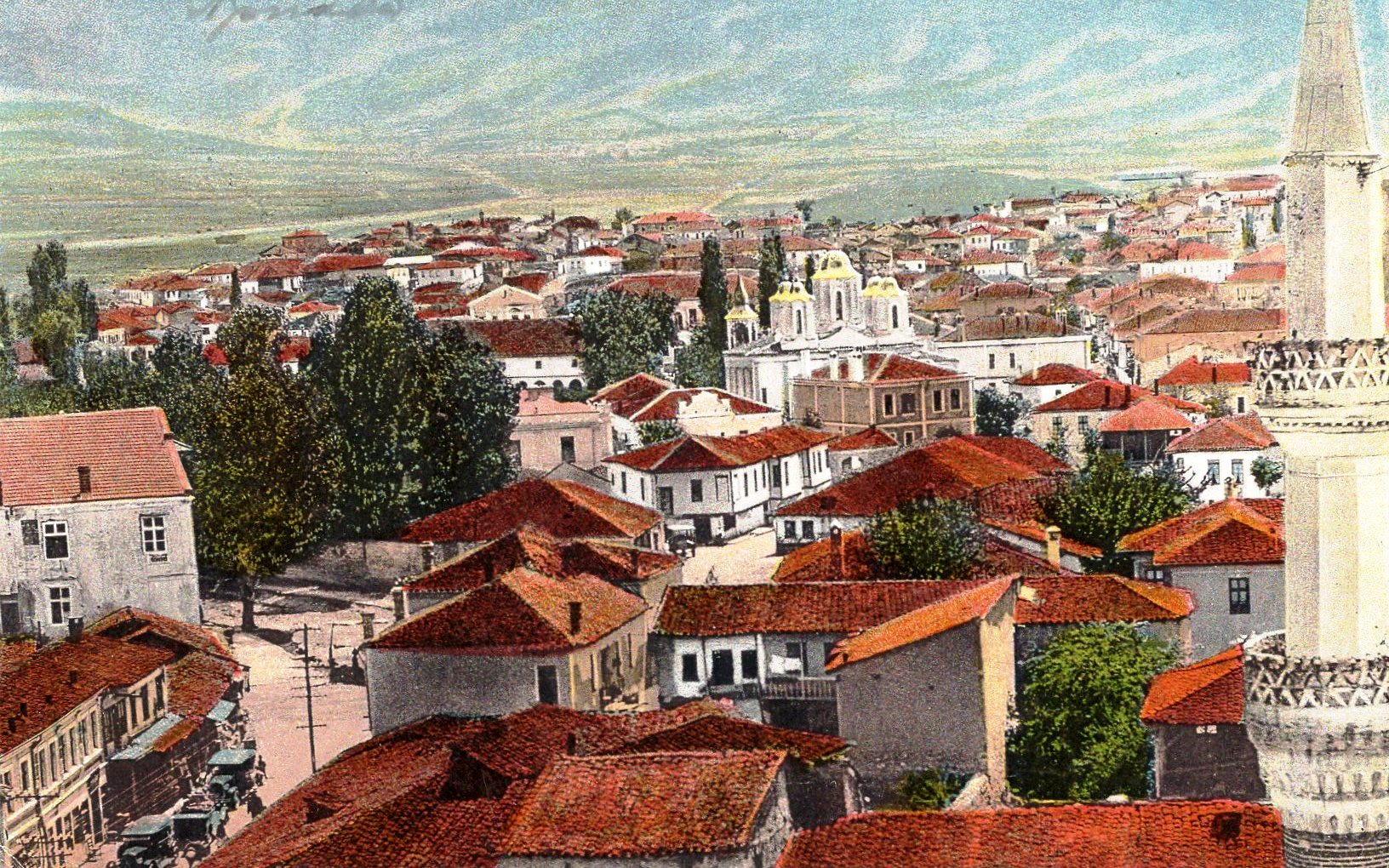
Прилеп на почтовой открытке
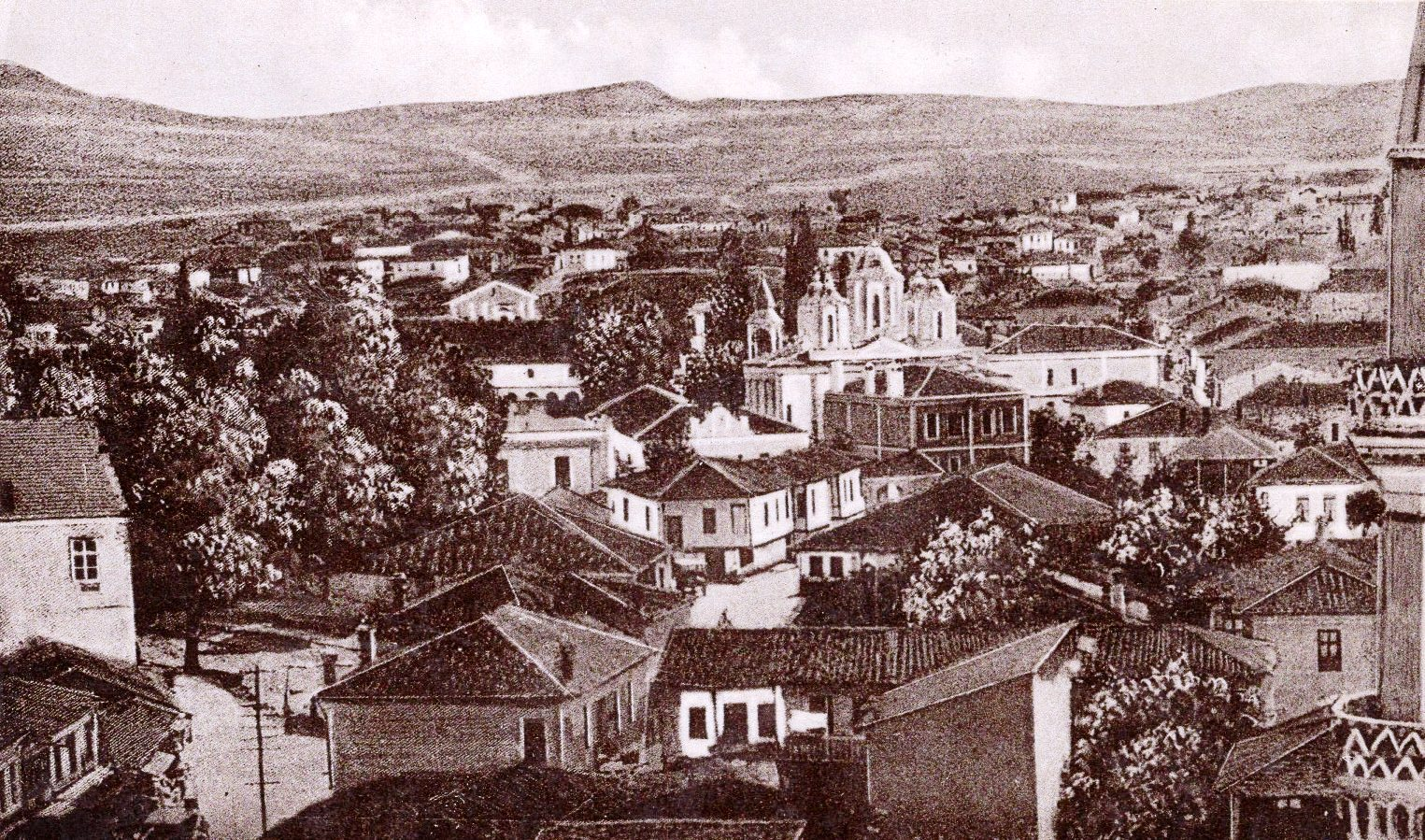
Прилеп на почтовой открытке, 1930
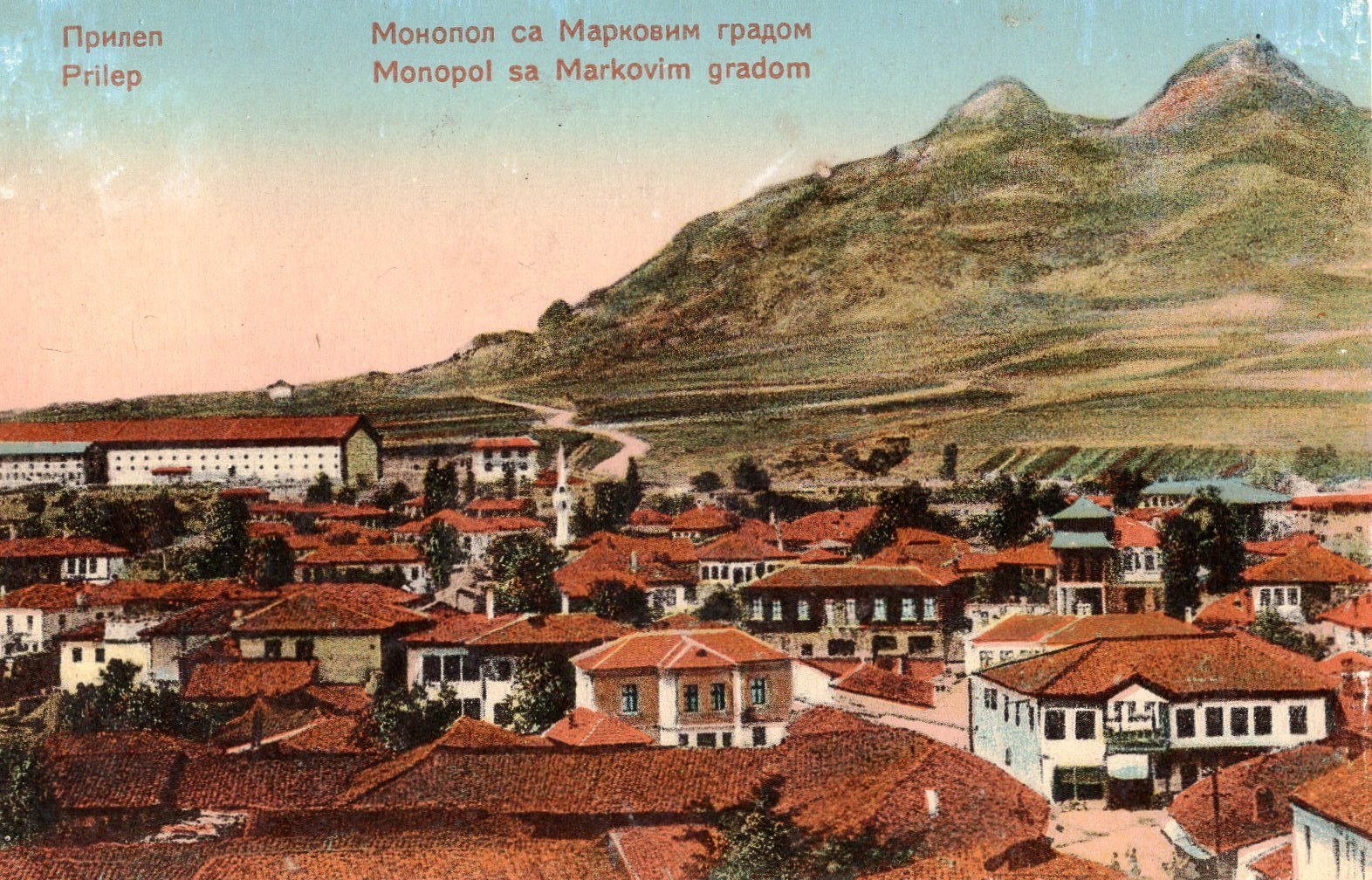
Прилеп на почтовой открытке
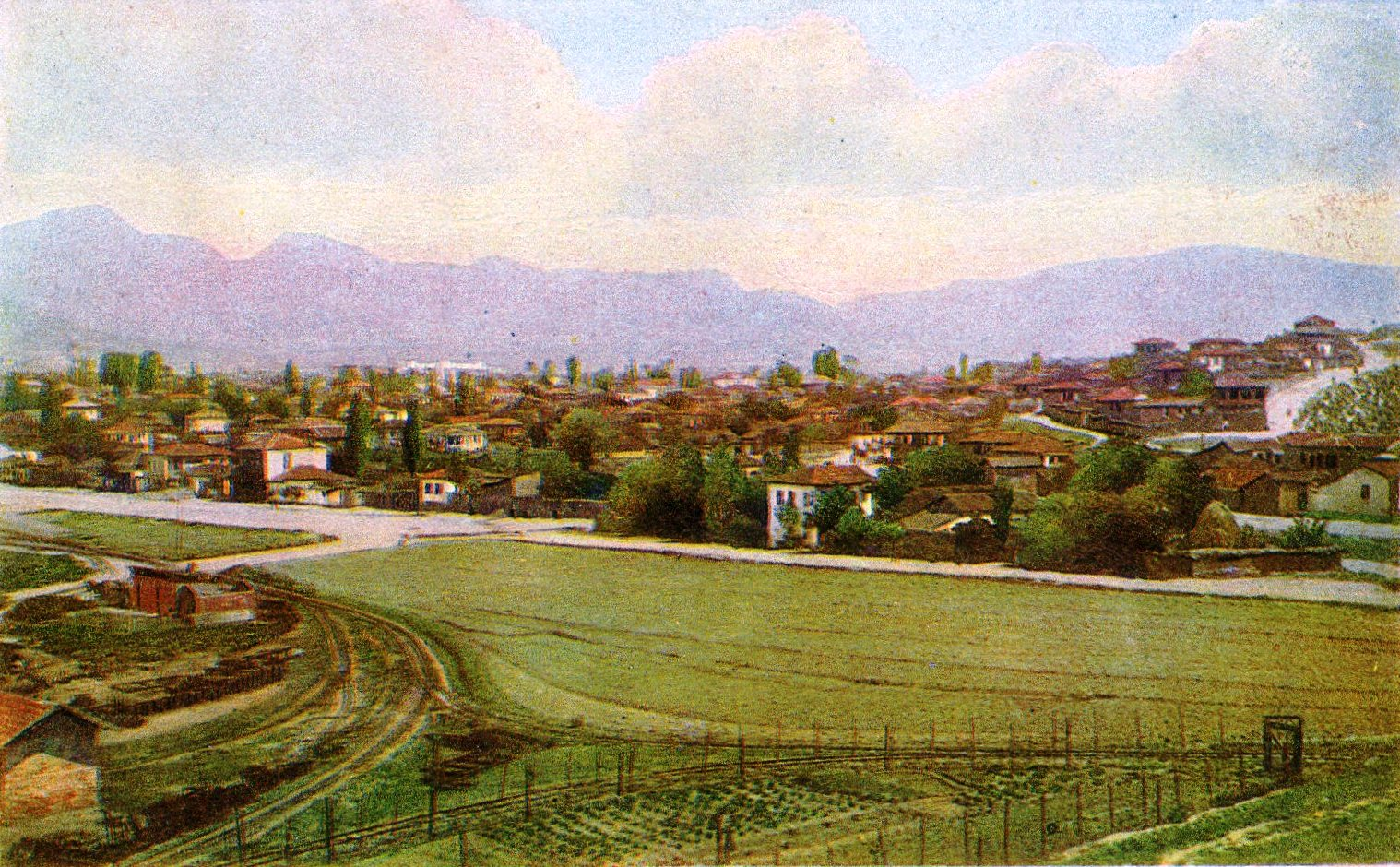
Прилеп на почтовой открытке, 1920

## Население
Большинство населения составляют македонцы (93 %), есть и цыганское меньшинство.
По переписи 2002 года в Прилепе проживали 66 246 жителей.
| Этническая группа | Всего  |
| македонцы         | 61 320 |
| албанцы           | 21     |
| турки             | 123    |
| цыгане            | 4 372  |
| влахи             | 16     |
| сербы             | 151    |
| бошняки           | 17     |
| другие            | 226    |

## Достопримечательности

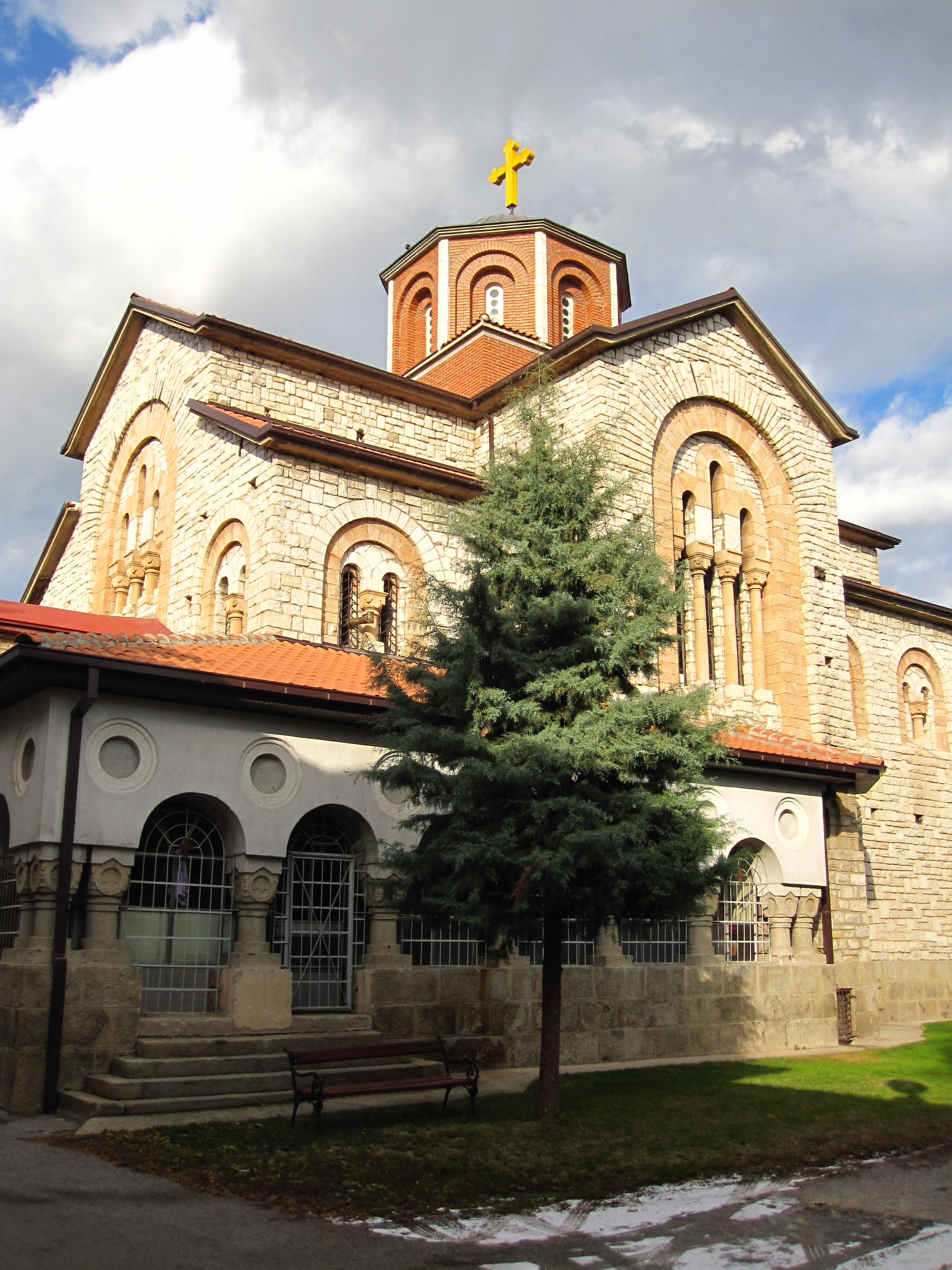
Церковь Святых Кирилла и Мефодия

- Церковь Святых Кирилла и МефодияВ Прилепе находится большое количество культурно-исторических памятников. Основной их комплекс расположен у подножия холма «Маркови Кули» — на котором находятся развалины одной из пяти самых больших крепостей на Балканах. Состоит она из трёх защитных поясов, нескольких башен и ворот.
- В Прилепе и его окрестностях расположены несколько археологических памятников: комплекс «Бедем» — Стибера — античный город недалеко от села Чепигово; комплекс «Безистен» — гробница классической античности между сёлами Прилепец и Волково; античные города Алкомена, Керамия и Колобанса.
- В самой древней части города, Вароше, был расположен комплекс из 77 церквей, возведённых в раннехристианскую эпоху. Варош является второй по значимости колыбелью христианства в Македонии после Охрида. Церкви Свети Атанас и Свети Никола, монастырь Свети Архангел Михаил, остатки живописи и фресок, мастерство древних иконописцев и фрескописцев поражают воображение. Поэтому многие историки и искусствоведы называют прилепский Варош маленьким Иерусалимом или Иерусалимом в миниатюре.

## Города-побратимы
- Асеновград, Болгария
- Чернигов, Украина

## Личности
- Григорий Акиндин (греч. Γρηγοριος Ακινδυνος, род.1300) греческий богослов византийской эпохи.
- Гёрче Петров, болгарский революционер.
- Проески, Тоше (1981—2007), македонский певец.
- Димитр Талев (1898—1966), болгарский писатель, народный деятель культуры Болгарии.
- Атанас Бадев (1860—1908), болгарский композитор и музыкальный педагог.
- Ристески-Платнар, Благоя (1949—2004), македонский прозаик, поэт, драматург.
- Лазески, Борко (1917—1993), македонский художник.